# Luongasjärvi (Karesuando socken, Lappland)
Luongasjärvi är en sjö i Kiruna kommun i Lappland och ingår i Torneälvens huvudavrinningsområde. Sjön är 1,8 meter djup, har en yta på 0,766 kvadratkilometer och befinner sig 360,1 meter över havet. Luongasjärvi ligger i Pessinki fjällurskog Natura 2000-område. Sjön avvattnas av vattendraget Kurusjoki.

## Delavrinningsområde
Luongasjärvi ingår i det delavrinningsområde (758524-178330) som SMHI kallar för Utloppet av Luongasjärvi. Medelhöjden är 374 meter över havet och ytan är 3,79 kvadratkilometer. Räknas de 6 avrinningsområdena uppströms in blir den ackumulerade arean 62,51 kvadratkilometer. Kurusjoki som avvattnar avrinningsområdet har biflödesordning 4, vilket innebär att vattnet flödar genom totalt 4 vattendrag innan det når havet efter 408 kilometer. Avrinningsområdet består mestadels av skog (51 procent) och sankmarker (29 procent). Avrinningsområdet har 0,77 kvadratkilometer vattenytor vilket ger det en sjöprocent på 20,3 procent.